# Мікава Гун'їті
Гун'їті Мікава (яп. 三川軍一; 29 серпня 1888, префектура Хіросіма — 28 лютого 1981) — адмірал Японського імперського флоту під час Другої світової війни. Мікава командував важкими крейсерами і отримав блискучу перемогу над флотом США і Австралії в бою біля острова Саво.
Крейсерська ескадра під командуванням Мікави потопила три крейсери США і австралійський важкий крейсер «Канберра»; сили Мікави не втратили жодного корабля, хоча важкий крейсер «Како» був потоплений торпедою американського підводного човна «S-44» по дорозі на базу в Рабаулі в архіпелазі Бісмарка. Подальша кар'єра Мікави складалася не так вдало, а після втрати конвою в битві в морі Бісморка його призначали на менш важливі посади.
Мікава пережив війну і повернувся в Японію, де помер у віці 92 років.

## Початок кар'єри
Мікава народився в префектурі Хіросіма. Він закінчив Військову академію Імператорського флоту в складі 38-го випуску (разом з Гото Арімото) в 1910 році, він був третім по успішності серед 149 кадетів. Після мічманської служби на крейсерах «Соя» (1907—1916) і «Асама», а також броненосцях «Сацума» і «Конго», він навчався в артилерійській і торпедній школах в 1913—1914 роках. В кінці 1914 року він приєднався до команди крейсера «Асо», де служив всю Першу Світову війну. Після цього Мікава служив на лінкорі «Сугі» і транспортному судні «Сейто», а також навчався в Вищій військовій академії Імператорського флоту Японії.
В 1919—1920 роках лейтенант Мікава був включений в склад делегації, відправленої підписувати Версальський договір в Париж.
В 1920-х роках Гун'їті служив штурманом на декількох кораблях, включаючи лінійний крейсер «Харуна» і легкі крейсери «Тацута», «Ікома» і «Асо». Він займав пост інструктора в Торпедній академії, а також інші важливі посади. В кінці десятиліття капітан 3-го рангу Мікава в складі делегації вирушив на морську конференцію до Лондона, ставши після цього військовим аташе в Парижі. Після підвищення до капітана в кінці 1930-х повернувся в Японію.
Мікава став командиром важких крейсерів «Аоба» і «Текай» і лінкора «Кірісіма» в середині 1930-х. Мікава отримав пост контрадмірала 1 грудня 1936 року.
З 1 грудня 1936 по 15 листопада 1937 року мікава був начальником штаба 2-го флоту Японської імперії. Мікава працював в Генеральному штабі Імператорського флоту і в Імператорській ставці в 1937—1939 роках, а потім повернувся на море командувати загонами кораблів, спочатку крейсерів, а потім лінкорів. Отримав звання віцеадмірал 15 листопада 1940 року.

## Друга світова війна
Під час нападу на Перл-Гарбор Мікава командував лінкором 3-ї дивізії лінкорів. Він особисто вів в бій атакуючі судна, які складали наступаючу частину флоту, в той час, як інші кораблі прикривали висадку піхоти в Британську Малайю. Мікава брав участь в битвах в Індійському океані і Мідвеї.
З 14 липня 1942 року до 1 квітня 1943 року Мікава командував новоствореним 8-м флотом в південній частині Тихого океану, що базувався в Рабаулі і Кав'єнгу. Гун'їті вів японські військові кораблі, що брали участь в битві за Гуадалканал і кампанії на Соломонових островах. В ніч з 8 на 9 серпня 1942 року Мікава командував декількома важкими крейсерами і есмінцем, які нанесли флоту США і Австралії важкі втрати, потопивши чотири важких крейсери союзників в битві біля острова Саво.
Проте, за невдачі Мікаву жорстко критикувало керівництво: 8 серпня після перемоги біля острова Саво замість повернення в Рабаул він міг би атакувати транспорти Союзників, що розвантажувалися південніше від зони бойових дій. Ті кораблі постачання, що вціліли, забезпечили висадку на Гуадалканал піхотинців з озброєнням.
В ніч з 13 на 14 листопада 1942 року Мікава вів в бій декілька крейсерів, які завдали важких втрат авіабазі Гендерсон-філд на Гуадалканалі під час морської битви за Гуадалканал.
Незабаром Мікава змушений був взяти на себе відповідальність за втрату більшості Соломонових островів, після цього направився в тил, на Філіппіни. Мікава доповів командуванню, що битви на Соломонових островах були безнадійними та попри фактичну правоту Мікави, командування відмовилося його вислухати.
З квітня по вересень 1943 року Мікава займав організаційні посади на суходолі; з 3 вересня 1943 року по 18 червня 1944 він командував 2-м Південним експедиційним флотом на Філіппінах. Пізніше він командував маленьким Південно-західним флотом та розбитим 13-м авіаційним флотом з 18 червня до 1 листопада 1944, також на Філіппінських островах.
Після війни адмірал Мікава провів тихе та спокійне життя, помер в 1981 році у віці 92-х років, переживши майже все американське командування Другої світової війни.